# جان پل پیتوک
جان پل پیتوک (به انگلیسی: John Paul Pitoc) (زاده ۵ مارس ۱۹۷۴) بازیگر آمریکایی است.
از فیلم‌های معروف او می‌توان به بازی در فیلم گونه ۳ اشاره کرد.